# 竹升
竹升（或者竹昇，英語：Jook sing，粵拼：zuk1 sing1）是一個廣州話俚語，本義即是「竹杠」（竹竿）的意思，由於「杠」的粵語讀音與「降」諧音，有不好的意頭，所以避諱改為「竹升」。
竹升一詞也用來貶稱西方國家出世的華人，因為竹竿裡面空心，比喻海外華人內心沒有中華文化的思維，男性貶稱為「竹升仔」，女性貶稱為「竹升妹」，類似於普通話所謂的香蕉人。
他們自幼受西方文化影響，少有接觸中華文化，雖然尚未完全融入西方社會，但是思維方式與大中華地區出世再移民當地的華人卻有不同，處於兩頭都不通的情況；與此同時，竹子的莖幹是空心並有分隔，因此往竹竿內倒水時，在一端的水不會從另一端流出，比喻兩種文化在內部分隔兩端，這個詞在美國使用早於二戰。

## 另見
- ABC（American-born Chinese），大中華地區指代美國出生華裔的術語，可能是貶義，也可能不是貶義
- FOB（英语：Fresh off the boat）（Fresh Off the Boat），表面字義是「剛下船」，通常是指初來乍到的新移民，在特定情況用來諷刺在西方出生卻過度宣傳中國印象的華裔
- 香蕉人（Banana），成熟時表皮黃色、果肉白色的水果，比喻被西方文化同化的華裔
- 撈鬆，廣府話稱呼北方人的俚語
- 㗎仔，廣府話稱呼日本人的俚語
- 紅毛，廣府話稱呼白種人的俚語
- 鬼佬，廣府話稱呼外國人的俚語
- 失去的岁月（英语：Lost Years: A People's Struggle for Justice）
- 第三文化小孩